# Pelikán africký

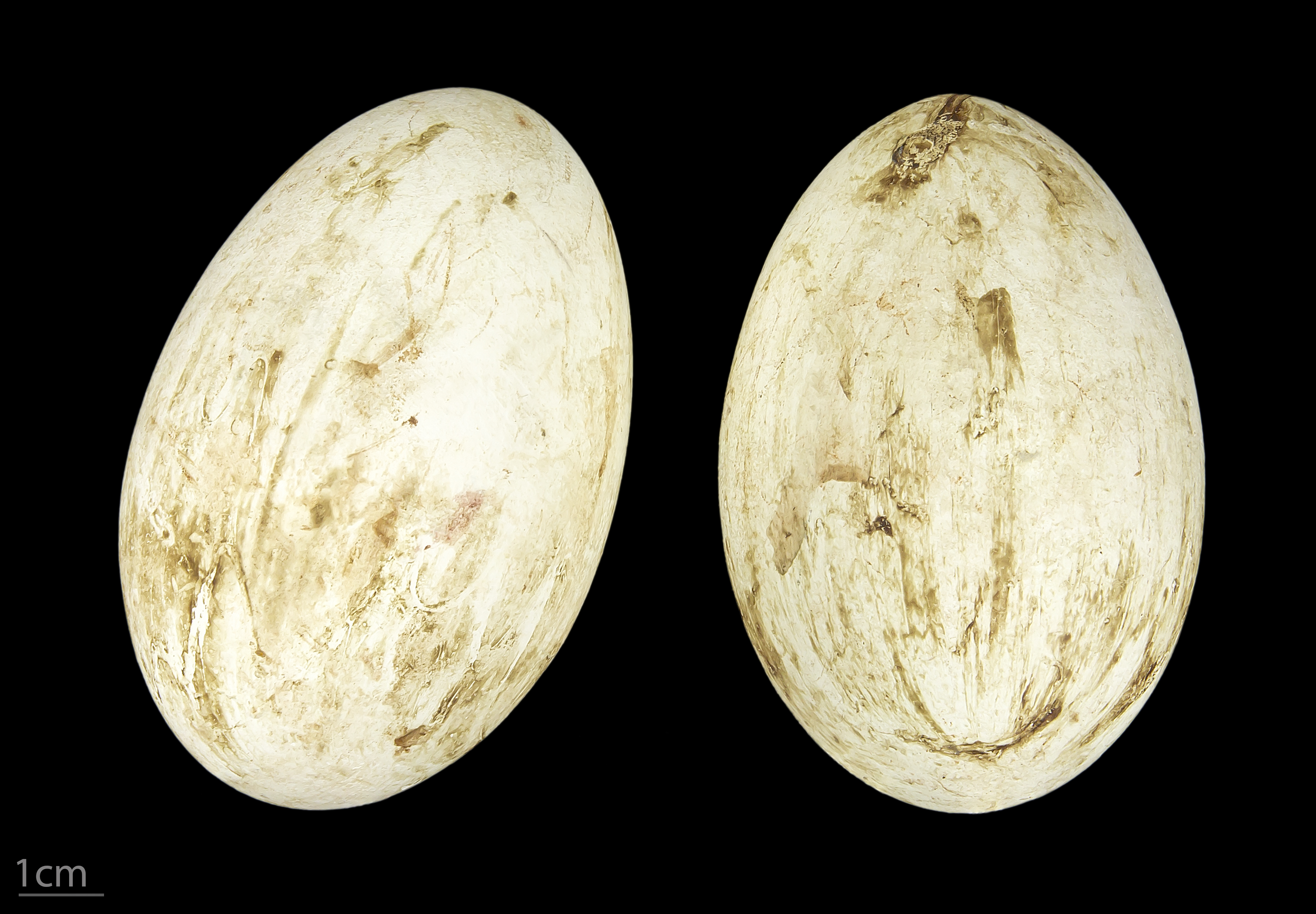
Vejce

Pelikán africký (Pelecanus rufescens) je jedním z menších druhů pelikánů, který obývá tropickou a subtropickou severní Afriky od Senegalu na západě až po Etiopii na východě a dále přes rovník až po Jihoafrickou republiku na jihu kontinentu. Někdy zalétává na sever až na Kanárské ostrovy, do Maroka, Egypta, Izraele i na Arabský poloostrov. Žije tam v různých biotopech, od sladkovodních jezer a přehradních nádrží, rozlehlých břehů a ústí velkých řek až po mangrovy a mořské laguny. Preferuje klidné stojaté vody porostlé vodní vegetaci, na otevřeném mořském pobřeží se nevyskytuje. Je to společenský pták, žije celoročně ve skupinách. Na některých místech Afriky pravidelně migruje v reakci na měnící se výskyt potravy (období dešťů nebo sucha).

## Popis
Velikost tohoto druhu se pohybuje od 120 do 130 cm a váha od 4 do 7 kg, samice bývá o poznání menší. Rozpětí silných širokých křídel dosahuje 260 až 290 cm. Peří mají světle šedé s různě intenzivním růžovým nádechem na spodní straně těla, letky jsou černé. Na krku je mnohdy málo zřetelný hustý hřeben. Neopeřené části tj. obličej, zobák, vak a poměrně krátké nohy se 4 prsty spojenými plovací blánou jsou bledé, ale v době hnízdění dostávají intenzivní zabarvení. Vak se stává žlutým, má svislé tmavé proužky a jeho vnitřek je tmavě červený, zobák sežloutne a nohy dostávají barvu od žluté po červenou. Nedospělí jedinci mají horní část těla nahnědlou s růžovým pelem. Ve srovnání s ostatními druhy pelikána působí šedivým dojmem, je nejméně vybarvený. Jeho hlasový projev se omezuje většinou jen na zavrčení.
I přes silná křídla má potíže se vzlétnutím, potřebuje dlouhou dráhu na rozběh. Za letu nemá krk natažen, hlavu má přitlačenou k hrudi. V období sucha se z některých míst stěhují na nevelké vzdálenosti za potravou, při letu v hejnu vytvářejí šikmou linii, ptáci na čele se střídají.

## Stravování
Někdy loví samostatně, jindy jde skupina ptáků mělkou vodou v řadě vedle sebe s ponořenými otevřenými zobáky a do vaku, který pojme až 8 litrů, chytají vyplašené ryby o hmotnosti 80 až 300 gramů. Vodu z naplněného vaku vytlačí přes špičku zobáku a nalovené ryby spolknou. Jejich kořisti bývá rybí potěr i dospělé ryby, nejčastěji z čeledi vrubozubcovitých. Žerou i drobné bezobratlé živočichy a obojživelníky, v dobách sucha i kobylky a jiný větší hmyz. Dospělý pták denně spotřebuje asi 1 kg potravy. Nejaktivnější jsou z rána a v podvečer, někdy loví i za měsíčné noci. Odpočívají a hřadují na útesech, stromech nebo přímo na písčitých dunách v blízkosti místa s potravou.

## Rozmnožování
Tento monogamní druh hnízdí v tradičních hnízdištích kde vytváří kolonie o velikosti 20 až 500 párů, často společně s jinými ptačími druhy nebo rody. Po rozmíškách o místa a samice se utvoří páry které začínají stavět nebo opravovat hnízda na velkých stromech, skalách, v rákosí nebo přímo na zemi na písčitých ostrovech a to obvykle ke konci období dešťů. Samec přináší materiál a samice staví plytké hnízdo s dolíkem z větví a suché trávy. Hnízda bývají velice hustě u sebe a používají se opakovaně.
Po snůšce 2 až 3 vajec ve dvou až třídenních intervalech je střídavě oba rodiče zahřívají asi 30 až 35 dnů. Postupně vylíhnutá mláďata se rodí holá, po stravě kterou jím oba rodiče přinášejí již natrávenou ve vaku, rychle rostou. Při krmení strčí do rodičovského vaku hlavu a zobákem si potravu sama vybírají. Mezi potomky je o potravu veliký zápas a většinou v hnízdě přežije nejstarší, nejsilnější. Své prvé pokusy o létání začínají asi ve 3 měsících.
Mladí dosáhnou sexuální zralosti ve 3 nebo 4 létech, v zoologických zahradách se dožívají až 20 let. Pelikán africký žije na rozsáhlém území a přestože odvodňováním mokřin dochází k postupnému snižování počtu míst s dostatkem potravy a hodných ke hnízdění, není považován za ohrožený, v subsaharské oblasti je stále místy hojným druhem. V přírodě nemá mnoho přirozených nepřátel, nebezpečí pro něj představuje hlavně krokodýl nilský.

## Chov v zoo
V rámci Evropy jde o třetí nejčastěji chovaný druh pelikána, je chován v 60 zoologických zahradách, z nichž dvě jsou české. Safari Park Dvůr Králové je jako první zoo z nás rozmnožila v roce 1998 a díky následujícím pravidelným odchovům se řadí mezi nejúspěšnější chovatele na světě. Od léta 2023 nově obývají prostornou průchozí voliéru v areálu West Cape, kterou sdílí s nesyty bílými či jeřáby pavími. V Zoo Plzeň jsou tito pelikáni chováni od roku 2001, prvního odchovu bylo dosaženo v roce 2013. V plzeňské zoo obývají vysokou voliéru u hlavního vchodu, kde žijí společně se zejozoby africkými či několika druhy vrubozobých.